# Eje longitudinal PE-3
En el Perú, el Eje longitudinal PE-3 o Longitudinal de la Sierra, es uno de los tres ejes que forma parte de la red longitudinal de Red Vial Nacional del Perú, recorre la sierra.
Recorre los departamentos de Piura, Cajamarca, La Libertad, Áncash, Huánuco, Pasco, Junín, Huancavelica, Ayacucho, Apurímac, Cusco y Puno desde Vado Grande (frontera con Ecuador) con el Puente Desaguadero (frontera con Bolivia). Tiene una longitud de 3.503 km. Actualmente 2,946 km  de red está pavimentada (84,1%) y 557 km no están pavimentados.
El tramo norte se denomina PE-3N, Longitudinal de la Sierra Norte, está compuesto de 1.957,3 km; y hacia el sur PE-3S, Longitudinal de la Sierra Sur, está compuesta de 1.516,0 km. Inicia su recorrido en el "km 0"  que se encuentra ubicado en la Repartición La Oroya.

## Rutas
- PE-3N: Repartición La Oroya-Vado Grande (frontera con Ecuador)
- PE-3N A (variante): Desvío puente Huarochirí-Tauca
- PE-3N B (variante): Desvío Yanacanchilla Alta-Bambamarca
- PE-3N C (variante): Chota-Cutervo
- PE-3N D (ramal): Cutervo-Cuyca
- PE-3N E (variante): Desvío Aquia-empalme PE-3N
- PE-3N G: La Cima-Chinchan
- PE-3S: Repartición La Oroya-Puente Internacional Desaguadero (frontera con Bolivia)
- PE-3S A (variante): Ovalo Aeropuerto Jauja-Tarma
- PE-3S B (ramal): Desvío Puente Stuart-Huayucachi
- PE-3S C (variante): Chilca-Desvío Mullampa
- PE-3S D (variante): Desvío Pampas-Mayooc
- PE-3S E (variante): Desvío Kishuara-empalme PE-3S
- PE-3S F: Desvío Chuquibambilla-Desvío Cotabambas
- PE-3S G: Challhuahuacho-Ayaviri
- PE-3S H (ramal): Pucará-Villa Chuctani
- PE-3S K (ramal): Yauri-desvío Tintaya
- PE-3S L (variante): Ayacucho-desvío Ocros
- PE-3S M (variante): Mcal. Cáceres La Mejorada-desvío Marcas
- PE-3S V: Desvío Huanipaca-estación de salida teleférico
- PE-3S W (variante): Chaychapampa-Yauri

## Concesiones viales
Las concesiones viales atraviesan parte de la ruta:

### Norte
- IIRSA Norte: Tramo 1 Chiple - Chamaya.
- Convial Sierra Norte: Tramo 2 Shorey - Huamachuco - Cajamarca - Chiple.
- DEVIANDES: (IIRSA Centro Tramo 2) La Oroya - Dv. Cerro de Pasco.

### Sur
- DEVIANDES: La Oroya - Huancayo.
- Survial (IIRSA Sur Tramo 1): Puente Sahuinto (Dv. Chalhuanca) - Abancay - Cusco - Urcos - Muñapata (Dv Puerto Maldonado).
- COVISUR (IIRSA Sur Tramo 5): Dv Azángaro (Calapuja) - Juliaca - Puno.